# Storön (vid Dragsfjärd, Kimitoön)
Storön är en ö i Finland. Den ligger i Skärgårdshavet och i kommunen Kimitoön i den ekonomiska regionen  Åboland i landskapet Egentliga Finland, i den sydvästra delen av landet. Ön ligger omkring 36 kilometer söder om Åbo och omkring 140 kilometer väster om Helsingfors.
Öns area är 1,31 kvadratkilometer och dess största längd är 1,8 kilometer i nord-sydlig riktning. Ön höjer sig omkring 35 meter över havsytan. I omgivningarna runt Storön växer i huvudsak blandskog.